# Monomorium carbonarium
Monomorium carbonarium é uma espécie de insetos himenópteros, mais especificamente de formigas pertencente à família Formicidae.
A autoridade científica da espécie é F. Smith, tendo sido descrita no ano de 1858.
Trata-se de uma espécie presente no território português.